# Simon Schempp
Simon Schempp (n. 16 noiembrie 1988, Mutlangen, Republica Federală Germania, Germania) este un biatlonist ce a reprezentat Germania, medaliat olimpic. A participat la 3 ediții ale Jocurilor Olimpice (2010, 2014, 2018) în care a câștigat două medalii de argint și o medalie de bronz.